# بیل فیدلر
بیل فیدلر (انگلیسی: Bill Fiedler؛ ۱۰ ژانویهٔ ۱۹۱۰ – ۱۹۸۵-۰۹) یک بازیکن فوتبال اهل ایالات متحده آمریکا بود.